# Oleria cytharista
Oleria cytharista är en fjärilsart som beskrevs av William Chapman Hewitson 1874. Oleria cytharista ingår i släktet Oleria och familjen praktfjärilar. Inga underarter finns listade i Catalogue of Life.